# Донкастер-Шеффілд (аеропорт)
Аеропорт Донкастер-Шеффілд, колишній аеропорт Донкастер-Шеффілд імені Робін Гуда ((IATA: DSA, ICAO: EGCN), англ. Doncaster Sheffield Airport) — колишній міжнародний аеропорт, розташований на місці колишньої авіабази Фіннінглі, у метрополітенському районі Донкастер, Південний Йоркшир, Англія. Аеропорт розташований за 5 км SE від Донкастера та за 19 км E від Шеффілда, закритий для пасажирських перевезень (останній пасажирський літак було прийнято 4 листопада 2022 року).  

## Статистика
Див. джерело запитів Вікіданих та джерела.

## Наземний транспорт

### Автівки
Аеропорт розташований біля автомагістралі М18; 15 червня 2018 року було відкрито дорожнє сполучення до аеропорту.
Таксі доступні прямо біля будівлі терміналу. Вони є під орудою — Little Arrow Taxis.

### Автобус
Автобуси 57a та 57c прямують до Донкастеру
Автобус 737 прямує до Шеффілду що 45 хвилин